# TMEM254
TMEM254 (англ. Transmembrane protein 254) – білок, який кодується однойменним геном, розташованим у людей на 10-й хромосомі. Довжина поліпептидного ланцюга білка становить 123 амінокислот, а молекулярна маса — 14 243.
| 10         |  | 20         |  | 30         |  | 40         |  | 50         |
| ---------- |  | ---------- |  | ---------- |  | ---------- |  | ---------- |
| MATAAGATYF |  | QRGSLFWFTV |  | ITLSFGYYTW |  | VVFWPQSIPY |  | QNLGPLGPFT |
| QYLVDHHHTL |  | LCNGYWLAWL |  | IHVGESLYAI |  | VLCKHKGITS |  | GRAQLLWFLQ |
| TFFFGIASLT |  | ILIAYKRKRQ |  | KQT        |  |            |  |            |

A: Аланін

C: Цистеїн

D: Аспарагінова кислота

E: Глутамінова кислота

F: Фенілаланін

G: Гліцин

H: Гістидин

I: Ізолейцин

K: Лізин

L: Лейцин

M: Метіонін

N: Аспарагін

P: Пролін

Q: Глутамін

R: Аргінін

S: Серин

T: Треонін

V: Валін

W: Триптофан

Задіяний у таких біологічних процесах, як ацетилювання, альтернативний сплайсинг. 
Локалізований у мембрані.